# 2013 RU124
2013 RU124, tambem escrito como 2013 RU124, é um objeto transnetuniano que está localizado no disco disperso, uma região do Sistema Solar. O mesmo possui uma magnitude absoluta de 6,85 e tem um diâmetro com cerca de 157 km.

## Descoberta
2013 RU124 foi descoberto no dia 2 de setembro de 2013 pelos astrônomos The Dark Energy Survey.

## Órbita
A órbita de 2013 RU124 tem uma excentricidade de 0,255 e possui um semieixo maior de 48.687 UA. O seu periélio leva o mesmo a uma distância de 36.256 UA em relação ao Sol e seu afélio a 61.118 UA.